# Леонид Атински
Свети Леонида је био епископ атински и мученик цркве.
Православна црква помиње светог Леонида 15. априла. 
Живео је у 3. веку и страдао је заједно са још седам жена: Хариса, Ники, Галини, Калида, Нунехија, Василиса, Теодора.
Био је пореклом из околине Троизине из области Епидаура. Живео је хришáнски и испоснички у заједници са седам хришáнки. 1833. године, свештеник Николаос Нацулис, подигао је цркву у част и славу Светог Леониде.
У Атини постоји ранохришћанска црква (крипта) у име Светог Леонида иза стубова Зевса олимпског.
1916. године, побожни становници Епидаура тражили су и пронашли „скривено благо“ испод темеља рушевина свете цркве Пресвете Богородице. Када су коначно ископали на назначеном месту, пронашли су свету икону Богородице, а затим на дубини од 70 центиметара пронашли седам скелета за које се испоставило да су жене. Истовремено је представљена камена плоча на којој је након померања откривен мушки скелет који сведочи да је овај човек задављен док је из гроба излазио мирис.

## Мучеништво
На Велику суботу 250. године, свети Лонида и његова пратња од седам жена одведени су у Коринт, код владара Антипата Венуста. Он је тражио од њих да се одрекну своје вере да би се спасли. Али нико није прихватио да се преобрати.
Тако су осуђени на смрт. Свети Леонид је после првог мучења обешен. Седам мученица су везали са камењем и бацили у морско дно, дан пред Ускрс. Епидаурски хришћани, који су из даљине посматрали драматичне тренутке светитеља и седам светих жена, сабрали су мртва тела и сахранили их.